# بخموت
بَخْمُوت (بالأكرانية: Бахму́т) مدينة في شرقي أكرانيا على نهر بخموتة، وهي مركز قطر بخموت في أوبلاست دونيتسك. كانت تسمى أرتيموفسك منذ 1991 حتى 2016 وبعدها بخموت حتى سيطرة القوات الروسية في 20 مايو 2023 تم تسميتها مجددا أرتيموفسك.[بحاجة لمصدر]

## تاريخها
أسست المدينة في عام 1783 في الإمبراطورية الروسية، وفي 1922 إبان الحرب الأهلية الروسية سميت أرتيموفسك، وفي 1942 إبان الحرب العالمية الثانية احتلها الألمان سنة تم تحريرها في 1943 وخسارة ألمانيا الحرب 1945 وتم إصلاح المدينة بعد الحرب وبعد سنوات عديدة وتفكك الإتحاد السوفيتي وفي 2014 أصبحت أعمال عنف ضد روس أوكرانيا في شرق البلاد وبدأت حرب الدنباس في أبريل 2014 وتم السيطرة على المدينة من قبل المتمردين ولكن في يوليو 2014 تم إسترجاع المدينة من قبل الجيش الأوكراني وفي عام 2016 تم تسميتها مجددا بخموت وفي أغسطس 2022 خلال الغزو الروسي لأوكرانيا وبعد السيطرة على مدينتي سفرودونتسك وليسيتشانسك وصلت القوات الروسية إلى بخموت وبداية معركة بخموت وهاجر 68,000 شخص من المدينة بسبب القتال وتدمر جزء كبير من المدينة بسبب صعوبة القتال وفي 20 مايو 2023 قوات فاغنر الروسية تسيطر على أخر مناطق المدينة وبعد أشهر من المعركة بدء السكان يعودون بالتدريج إلى المدينة.

## أهميتها الاستراتيجية
لدى أرتيموفسك أهمية إستراتيجية للجيش الروسي والأوكراني الآن بعد السيطرة عليها من قبل الجيش الروسي بإمكانهم الوصول إلى مقر أوبلاست دونيتسك وهي مدينة كراماتورسك ولكن يجب أن يسيطرون على المدينة المجاورة لأرتيموفسك تشاسيف يار وإذا سيطروا على مقر الولاية سوف تستسلم أوكرانيا بنسبة كبيرة و روسيا سوف تأمن حدودها مع أوكرانيا وهذا هو سبب الحرب من الأساس

## أعلام
- جوليا غلوشكو
- مناحيم سفيدور